# Wringinrejo (Sooko)
Wringinrejo is een bestuurslaag in het regentschap Mojokerto van de provincie Oost-Java, Indonesië. Wringinrejo telt 2615 inwoners (volkstelling 2010).